# Салтиківська сільська рада
Салтикі́вська сільська́ ра́да — колишній орган місцевого самоврядування в Конотопському районі Сумської області. Адміністративний центр — село Салтикове.

## Загальні відомості
- Населення ради: 1 008 осіб (станом на 2001 рік)

## Населені пункти
Сільській раді підпорядковані населені пункти:
- с. Салтикове
- с-ще Білоусівка
- с. Рокитне

## Склад ради
Рада складається з 14 депутатів та голови.
- Голова ради: Шешеня Михайло Леонтійович
- Секретар ради: Мірошниченко Тетяна Степанівна

### Керівний склад попередніх скликань
| Прізвище, ім'я, по батькові | Основні відомості                                                 | Дата обрання | Дата звільнення |
| --------------------------- | ----------------------------------------------------------------- | ------------ | --------------- |
| Шешеня Михайло Леонтійович  | Сільський голова, 1962 року народження, освіта вища, безпартійний | 26.03.2006   | 31.10.2010      |
| Шешеня Михайло Леонтійович  | Сільський голова, 1962 року народження, освіта вища, безпартійний | 31.10.2010   |                 |

Примітка: таблиця складена за даними сайту Верховної Ради України